# ボルジッヒ

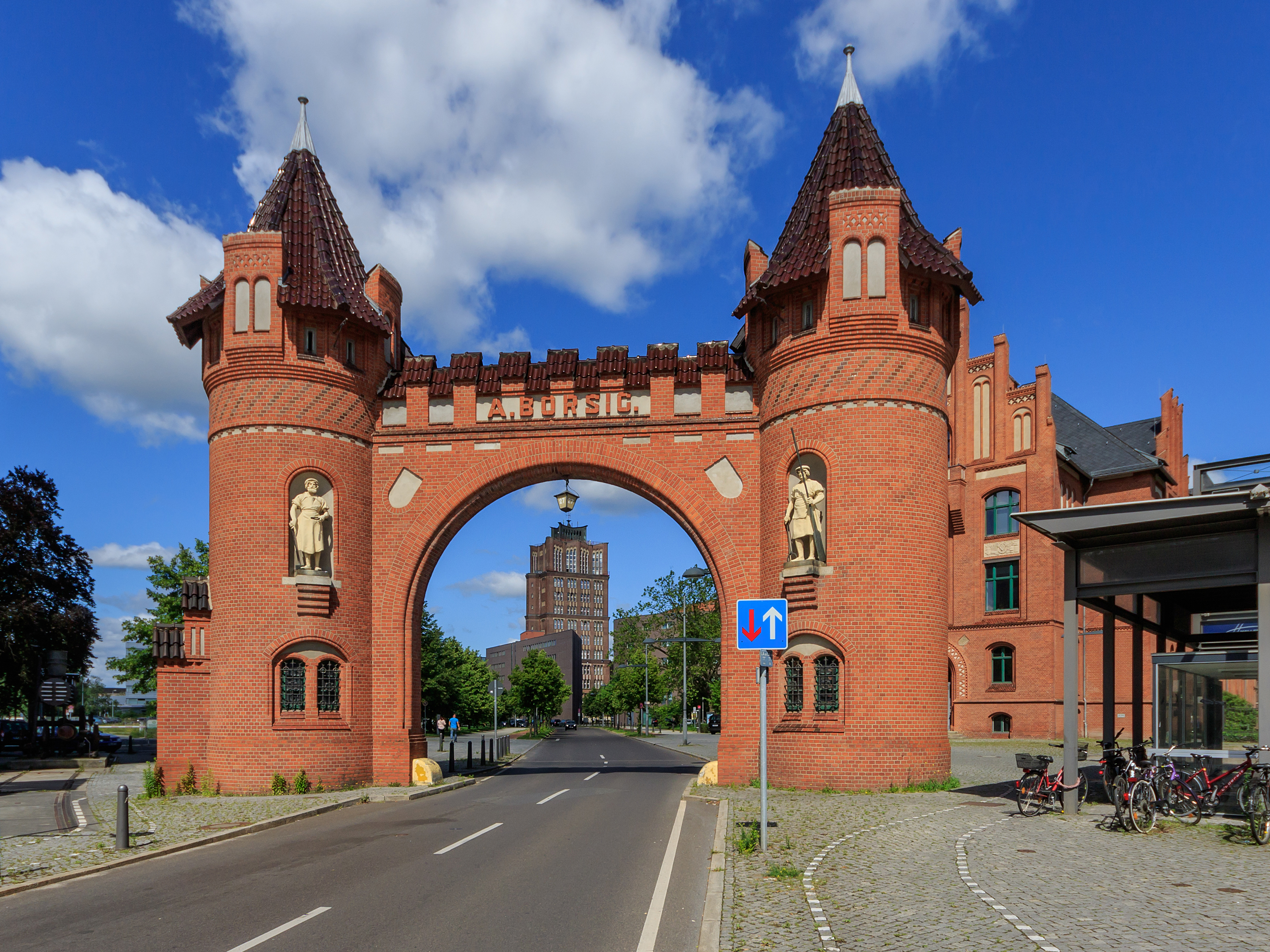
ベルリンのボルジッヒ工場の門

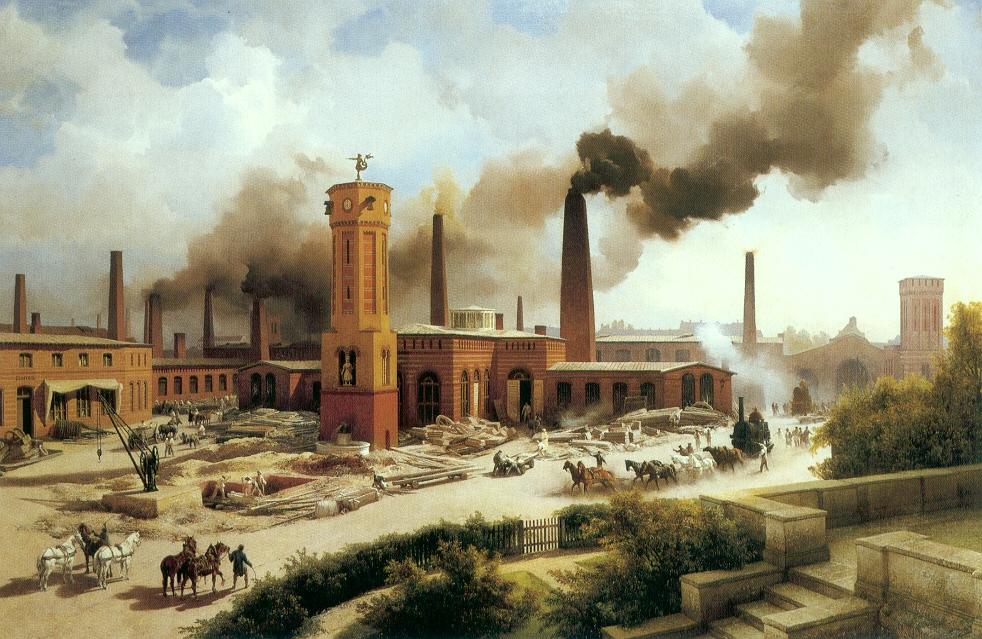
1847年のボルジッヒの機械工場

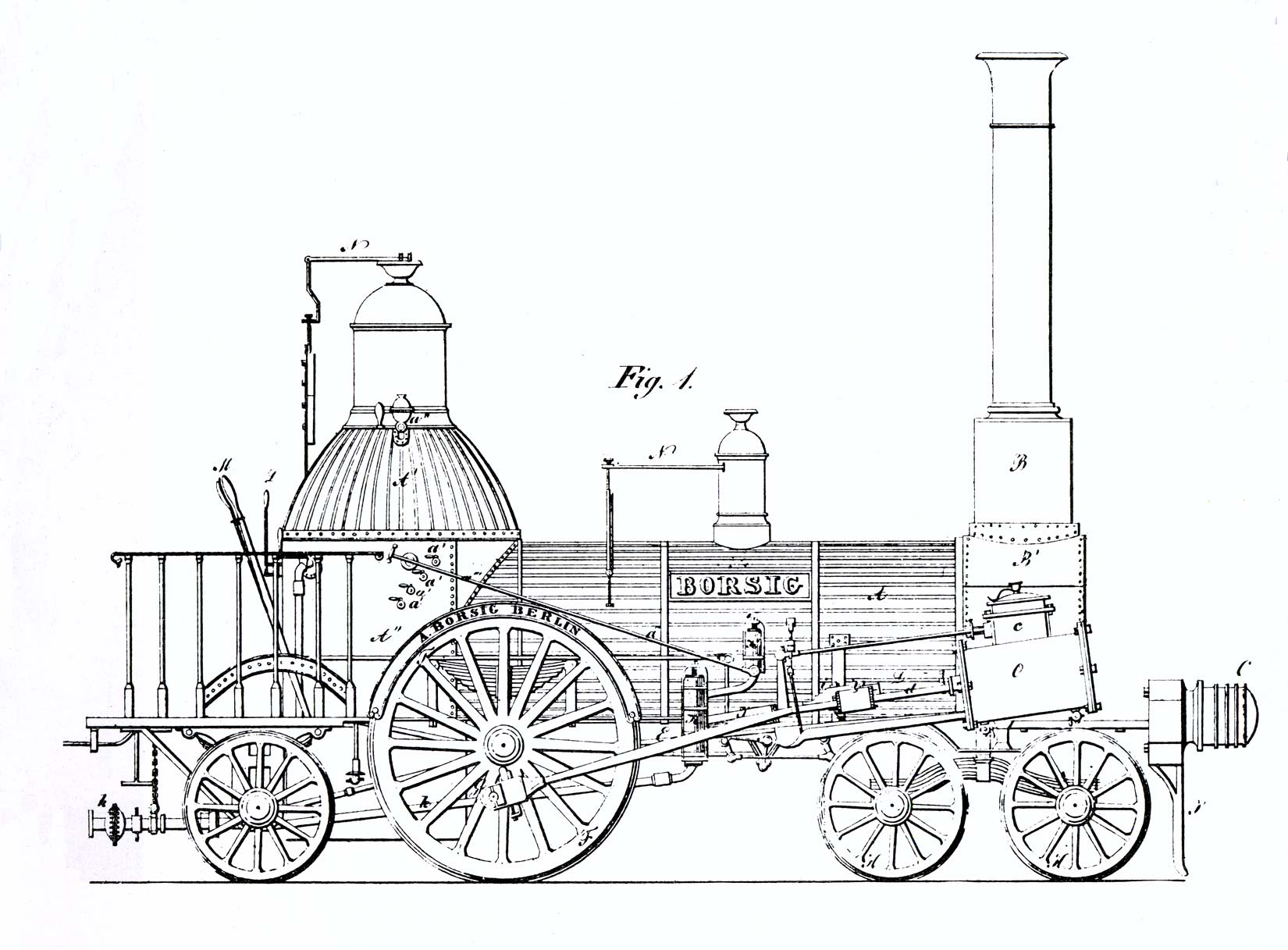
最初の蒸気機関車の図 (1840年)

ボルジッヒ（独 Borsig）は、ベルリンに本拠を置くプロイセン（後のドイツ）の機械製造企業。 かつて蒸気機関車の時代にはその有力メーカーで、ヨーロッパ最大、世界でも第2位の地位を占めていた。

## 創立者アウグスト・ボルジッヒとその会社
アウグスト・ボルジッヒ(Johann Friedrich August Borsig、ブレスラウ:1804年6月23日生まれ、ベルリン:1854年7月6日没)は、初期から鉄道に関心を寄せ、経験も少なくリスクもあったが、オラーニエンブルク門の近くのショセー通り機関車用の機械工場を設立した。創立は、最初の鋳造が成功した1837年7月22日とされる。
相当な経費を投じた最初の機関車は、製造ナンバー1と名前BORSIGを担って1840年に完成した。この機関車は、内台枠、2'A1（2軸先輪と1軸動輪、1軸後輪）の車軸配置であった。7月21日には、ベルリン-ユータボーク間の鉄道でジョージ・スチーブンソンが造った機関車との競争が行われ、経験不足にもかかわらず、ボルジッヒの機関車は10分差で勝った。これはドイツ人が英国製と同等以上の機関車を造れること、機関車とエンジニアの輸入がもう不要なことを示した。この後注文は急速に増大、同形の6両を、1842年にベルリン・シュテッティン鉄道とオーバーシュレージエン鉄道が購入した。
ボルジッヒ社は当初、建設用等の部品も鋳造したが、ほどなく重点を機関車製造に移し、ボルジッヒの名が今日まで機関車と結びつくこととなった。1843年までに、プロイセンの鉄道各社が18両の機関車を注文した、1844年にはベルリンの産業フェアで24両目の機関車を展示、そして100両目の機関車は、1846年に完成した。一方、ボルジッヒはサンスーシ宮殿の噴水用蒸気ポンプを製造、ポツダムのニコライ教会のドームとベルリン王宮の建設にも参加した。新しい鉄道がドイツ中で造られていたため、同社はこの時代に急速に拡大していった。1847年に、モアビト鉄工所の建設を開始、1849年に操業開始した。キルヒ通りの工場が1850年に買収され、3つのベルリン工場の従業員総数は1800で、ボルジッヒの会社は当代の大企業の一つになった。 
富裕になったボルジッヒは、多くのアーティストの後援も行い、行動的で厳しいが正当なトップと言われた。労働者福祉としては、疾病基金、葬祭基金と貯蓄銀行が作られ、会社には教育室、食堂、プールつき風呂が設けられた。
1840年代末までの成長でボルジッヒは1848年-1852年の経済危機をほとんど損害を蒙らずにしのいだ。1851年からは、ワルシャワ-ウィーン鉄道とゼーランド鉄道など、外国の鉄道会社からも注文を受けた。500両目の機関車が1854年に完成した後にボルジッヒが得た枢密商業顧問官の地位は同社の独占的地位を許した、1854年には68両の新しいプロイセンの機関車のうちの67両がボルジッヒの工場で製造された。しかし成功の頂点で、彼はその年の7月6日に死去した。

## 以後の会社の沿革
アウグスト・ボルジッヒの死後、同社は息子アルベルト・ボルジッヒの指導下で拡大した。
1000両目の機関車の完成時には、多くの著名な客（その中にアレクサンダー・フォン・フンボルトもいた）を招き大きな祝賀が開催された。当初50人の労働者で始まった会社は、2800人の従業員を擁していた。同社は拡大を続け、1862年に生産の一部をシュレジエンのツァブルツェへ移転した。1872年に、ボルジッヒはヨーロッパで最大の機関車メーカーになった。アルベルト・ボルジッヒはドイツ機械製造社をドルトムントのケルン-ミンデナー鉄道沿いに共同で設立した。しかし、ボルジッヒ最盛期は1878年にアルベルトの死で終わった。
以後も創業家主導が続き、多数の機関車を造り続けたが、他社にシェアを奪われ、危機に瀕した1930年にAEGと合併。以後もボルジッヒは、世界速度記録をもつドイツ国営鉄道（DRG）05形(200km/h以上を出した最初の蒸気機関車)のような、多くの有名な機関車を造ったが、合計16,352両の機関車製造の歴史は、1954年を最後に終わった。

## 第二次大戦後
第二次世界大戦後、ボルジッヒ株式会社と呼ばれた同社は、ラインメタル、そして国有会社VIAGの傘下に入った。そして1970年、民間のドイツ・バブコック株式会社に売られた後、バブコック・ボルジッヒ社という名称になった。2002年7月にはボルジッヒはその親会社の危機で再編成を迫られた。2004年、ボルジッヒは、ツヴィッカウ機械工業を買収した。2006年に、ボルジッヒは産業用ボイラーメーカーDIM KWEを買収した。